# Sowjetarmee-Pokal 1960/61
Der Sowjetarmee-Pokal 1960/61 war die 21. Austragung des Pokalwettbewerbs im Fußball in Bulgarien. Pokalsieger wurde ZDNA Sofia. Das Team setzte sich im Finale gegen Spartak Warna durch. Erstmals nahm ein Team am Europapokal der Pokalsieger teil. Da ZDNA Sofia durch den Meistertitel bereits für den Europapokal der Landesmeister qualifiziert war, nahm der unterlegene Finalist am Pokalsiegerwettbewerb teil.

## Modus
In allen Runden wurde der Sieger in einem Spiel ermittelt. Stand es nach der regulären Spielzeit von 90 Minuten unentschieden, kam es zur Verlängerung von zweimal 15 Minuten. Falls danach immer noch kein Sieger feststand, wurde dieser per Losentscheid ermittelt. Die Wiederholungsspiele wurden abgeschafft.

## Teilnehmer
| - Arda Kardschali - DFS Beroe Stara Sagora - Botew Blagoewgrad - ASK Botew Plowdiw - Botew Burgas - FC Botew Wraza - Botew Pasardschik - Dobrudscha Tolbuchin | - Jantra Gabrowo - DFS Christo Karpatschew Lowetsch - DFS Torpedo Dimitrowgrad - Etar Weliko Tarnowo - FK General Blagoj Iwanow - FK General Saimow Sliwen - OFK Gigant Saedinenie - FD Lewski Sofia | - FD Lokomotive Sofia - DFS Marek Stanke Dimitrow - Mesokombinat Russe - Metalurg Dimitrowo - Minjor Bobow Dol - Minjor Dimitrowo - Nikolaj Laskow Jambol - Septemwri Sofia | - Septemwri Warna - FD Slawia Sofia - DFS Spartak Plowdiw - Spartak Sofia - Spartak Warna - SD Tscherno More Warna - FK Wolow Kolarowgrad - ZDNA Sofia |

## 1. Runde
|                           | Ergebnis |                                  |
| ------------------------- | -------- | -------------------------------- |
| Botew Blagoewgrad         | 3:1      | DFS Spartak Plowdiw              |
| Spartak Warna             | 2:0      | Botew Burgas                     |
| DFS Marek Stanke Dimitrow | 2:0      | DFS Torpedo Dimitrowgrad         |
| DFS Beroe Stara Sagora    | 2:0      | Arda Kardschali                  |
| Minjor Dimitrowo          | 5:1      | Jantra Gabrowo                   |
| ASK Botew Plowdiw         | 5:1      | FK Wolow Kolarowgrad             |
| FC Botew Wraza            | 1:0      | DFS Christo Karpatschew Lowetsch |
| Septemwri Sofia           | 4:1      | Mesokombinat Russe               |
| FD Slawia Sofia           | 9:0      | Botew Pasardschik                |
| FD Lokomotive Sofia       | 2:0      | Nikolaj Laskow Jambol            |
| FD Lewski Sofia           | 5:1      | Metalurg Dimitrowo               |
| Etar Weliko Tarnowo       | 1:0      | Septemwri Warna                  |
| ZDNA Sofia                | 8:0      | FK General Blagoj Iwanow         |
| SD Tscherno More Warna    | 2:1      | OFK Gigant Saedinenie            |
| FK General Saimow Sliwen  | 1:0      | Minjor Bobow Dol                 |
| Dobrudscha Tolbuchin      | 0-:- 1   | Spartak Sofia                    |

## Achtelfinale
|                     | Ergebnis |                           |
| ------------------- | -------- | ------------------------- |
| ZDNA Sofia          | 8:0      | DFS Marek Stanke Dimitrow |
| Etar Weliko Tarnowo | 4:2      | Minjor Dimitrowo          |
| FC Botew Wraza      | 1:0      | FD Slawia Sofia           |
| ASK Botew Plowdiw   | 2:1      | Septemwri Sofia           |
| FD Lokomotive Sofia | 4:0      | DFS Beroe Stara Sagora    |
| FD Lewski Sofia     | 2:1      | SD Tscherno More Warna    |
| Spartak Warna       | 1:0      | FK General Saimow Sliwen  |
| Botew Blagoewgrad   | Freilos  |                           |

## Viertelfinale
|                   | Ergebnis |                     |
| ----------------- | -------- | ------------------- |
| Botew Blagoewgrad | 1:3      | ZDNA Sofia          |
| FC Botew Wraza    | 6:0      | Etar Weliko Tarnowo |
| ASK Botew Plowdiw | 3:2      | FD Lokomotive Sofia |
| FD Lewski Sofia   | 0:1      | Spartak Warna       |

## Halbfinale
|               | Ergebnis |                   |
| ------------- | -------- | ----------------- |
| ZDNA Sofia    | 3:1      | FC Botew Wraza    |
| Spartak Warna | 2:1      | ASK Botew Plowdiw |

## Finale
| Paarung        | ZDNA Sofia – Spartak Warna |
| Ergebnis       | 3:0 (0:0) |
| Datum          | 28. Juni 1961 |
| Stadion        | Wassil-Lewski-Stadion, Sofia |
| Zuschauer      | 25.000 |
| Schiedsrichter | Petar Dschonew |
| Tore           | 1:0 Iwan Rankow (59.) 2:0 Nikola Zanew (69.) 3:0 Iwan Kolew (71.) |
| ZDNA Sofia     | Georgi Najdenow – Kiril Rakarow, Manol Manolow, Stojan Koschew, Nikola Kowatschew – Pantelej Dimitrow, Iwan Rankow – Nikola Zanew, Panajot Panajotow, Dimitar Jakimow, Iwan Kolew Cheftrainer: Krum Milew                                     |
| Spartak Warna  | Christo Waltschonow (46. Christofor Pantschew) – Biser Dimitrow, Ilija Kirtschew , Spiridon Filipow – Blagoj Janew, Nikola Schiwkow – Ljuben Kostow, Christo Nikolow, Petko Petkow, Iwan Filipow, Stefan Stefanow Cheftrainer: Toma Sachariew |